# Алтлусхајм
Алтлусхајм (њем. Altlußheim) општина је у њемачкој савезној држави Баден-Виртемберг. Једно је од 54 општинска средишта округа Рајн-Некар. Према процјени из 2010. у општини је живјело 5.294 становника. Посједује регионалну шифру (AGS) 8226003.

## Географија
Алтлусхајм се налази у савезној држави Баден-Виртемберг у округу Рајн-Некар. Општина се налази на надморској висини од 103 метра. Површина општине износи 16,0 km².

## Становништво
У самом мјесту је, према процјени из 2010. године, живјело 5.294 становника. Просјечна густина становништва износи 332 становника/km².